# 雷天柱
雷天柱，陝西省西安府醴泉縣，清朝政治人物、同進士出身。
光緒十二年，登進士三甲。同年五月，著主事分部学习，授吏部主事。